# Rayman Raving Rabbids
Rayman Raving Rabbids (фр. Rayman contre les Lapins Crétins) — відеогра, розроблена та видана компанією Ubisoft у 2006 році для консолей Nintendo Wii, PlayStation 2 і Xbox 360, а також для мобільних телефонів і ПК. Гра входила до пакету ігор, які були представлені разом з запуском консолі Nintendo Wii у продаж, тому особливу увагу при її розробці було приділено якістю управління через Wii Remote.

## Сюжет
Продовження серії ігор про Реймана. Під час пікніка, його друзів та його самого викрадають. Скажені кролі — смішні, дурні, але злостиві істоти, які не контролюють свою поведінку та прагнуть встановити свою владу над світом. Рейману необхідно брати участь у різних масових іграх божевільних кролів, щоб втекти від цих білих і пухнастих монстрів.

## Відгуки
Загалом гра отримала позитивні відгуки критиків. IGN та GameSpot відмітили значну кількість гумору та веселість геймплею, а також приємний графічний дизайн. З іншого боку було відмічено, що гра оптимізована для гри на Wii, тому на інших платформах управління не таке зручне.

## Саундтрек
У грі присутні наступні пісні:
1. Дік Дейл та His Del-Tones — Misirlou
2. Chic — Good Times
3. Сінді Лаупер — Girls Just Want to Have Fun
4. Naughty by Nature — Hip Hop Hooray!
5. Річі Валенс — La Bamba
6. Марк Гріскі — Dark Iron Bunnies, The Butcher Deejay
7. Ubisoft Montpellier Choir — Ода до радості